# Escola de Minas de Ouro Preto
A Escola de Minas de Ouro Preto é uma unidade de ensino superior de engenharia e arquitetura, pertencente à Universidade Federal de Ouro Preto e localizada na cidade mineira homônima. Foi fundada em 12 de outubro de 1876, pelo cientista francês Claude Henri Gorceix a pedido do então imperador Dom Pedro II na tentativa de ensejar no Brasil a pesquisa cientifica nos moldes do empirismo. Em 1969, juntamente com a também centenária Escola de Farmácia de Ouro Preto, a formariam a Universidade Federal de Ouro Preto. No cenário nacional, a Escola de Minas de Ouro Preto se destaca  por ter sido pioneira na formação de engenheiros de minas e geólogos. Sediada no antigo Palácio dos Governadores, foi transferida para o campus Morro do Cruzeiro em 1995.
Segundo José Murilo de Carvalho sua criação não se deu por motivos puramente econômicos, uma vez que não havia demanda por engenheiros de minas e geólogos em uma economia cafeeira, mas sim por motivos ideológicos. Sua permanência só foi possível pelo apoio do imperador Dom Pedro II e pelas políticas do então diretor da instituição.
Atualmente no edifício funcionam algumas das salas de aula e laboratórios, o Arquivo Permanente da Escola de Minas, a Biblioteca de Obras Raras e o Museu de Ciência e Técnica.
Dentre seus alunos ilustres, destacam-se:
- O médico sanitarista e cientista - Carlos Chagas (que chegou a fazer o curso preparatório da Escola de Minas, mas optou posteriormente pela Faculdade de Medicina do Rio de Janeiro);[2]
- O inventor Alberto Santos Dumont, considerado pelos brasileiros como "pai da aviação";
- O importante ministro da República Velha e escritor de "As minas do Brasil" - Pandiá Calógeras;
- O ex-presidente - Getúlio Vargas (apesar de não ter concluído o curso);
- O primeiro presidente da Usiminas - Amaro Lanari Júnior;
- O fundador do CONFEA - Pedro Demóstenes Rache;
- O cantor e compositor - João Bosco e;
- O violeiro, cantador e compositor - Rubinho do Vale.

## Histórico

Fachada lateral da Escola de Minas na década de 1910. Arquivo Nacional.

Em viagem à França, o imperador D. Pedro II pediu a um colega, Auguste Daubrée, que fizesse um documento sobre as melhores formas de desenvolver o estudo e exploração mineral no Brasil. Ao retornar ao país, o imperador o convidou para visitar as minas brasileiras. Entretanto, Auguste teve que recusar o pedido, já que acabara de ser nomeado Diretor da Escola de Minas de Paris, e prometeu enviar pessoa confiável.

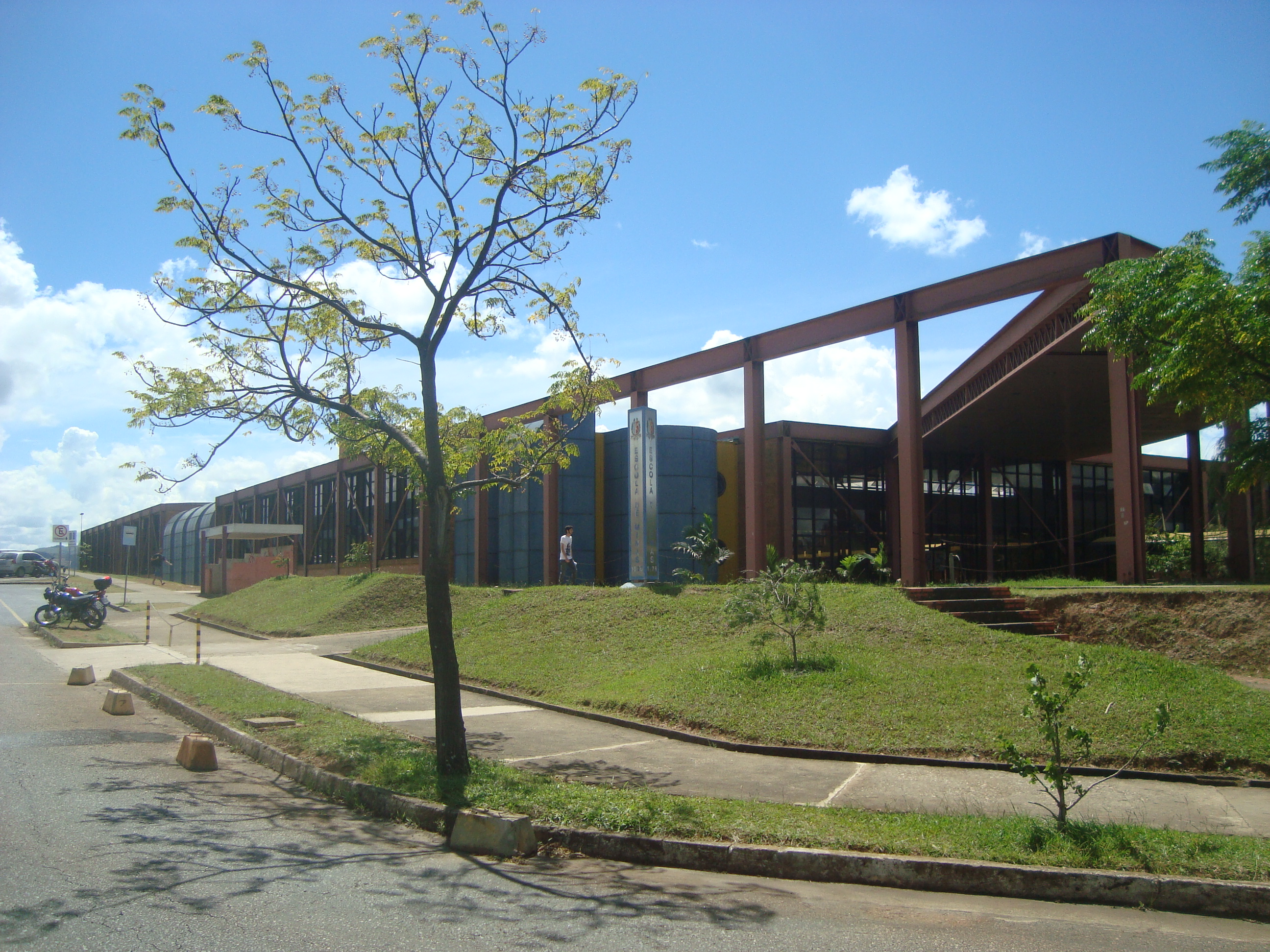
Nova Escola de minas - campus Morro do Cruzeiro

Chamado de "o jovem sábio" por Auguste Daubrée,  Claude Henri Gorceix, aceitou assinar contrato em 1874 para organizar o ensino minerário no Rio de Janeiro. Depois de meticuloso estudo, Gorceix concluiu que Ouro Preto era o local ideal para sede da Escola devido à riqueza geológica da região que facilitaria o aprendizado dos estudantes. Em relatório enviado ao Imperador Dom Pedro II, a cidade de Ouro Preto era descrita pelo ilustre fundador da Escola de Minas da seguinte forma:

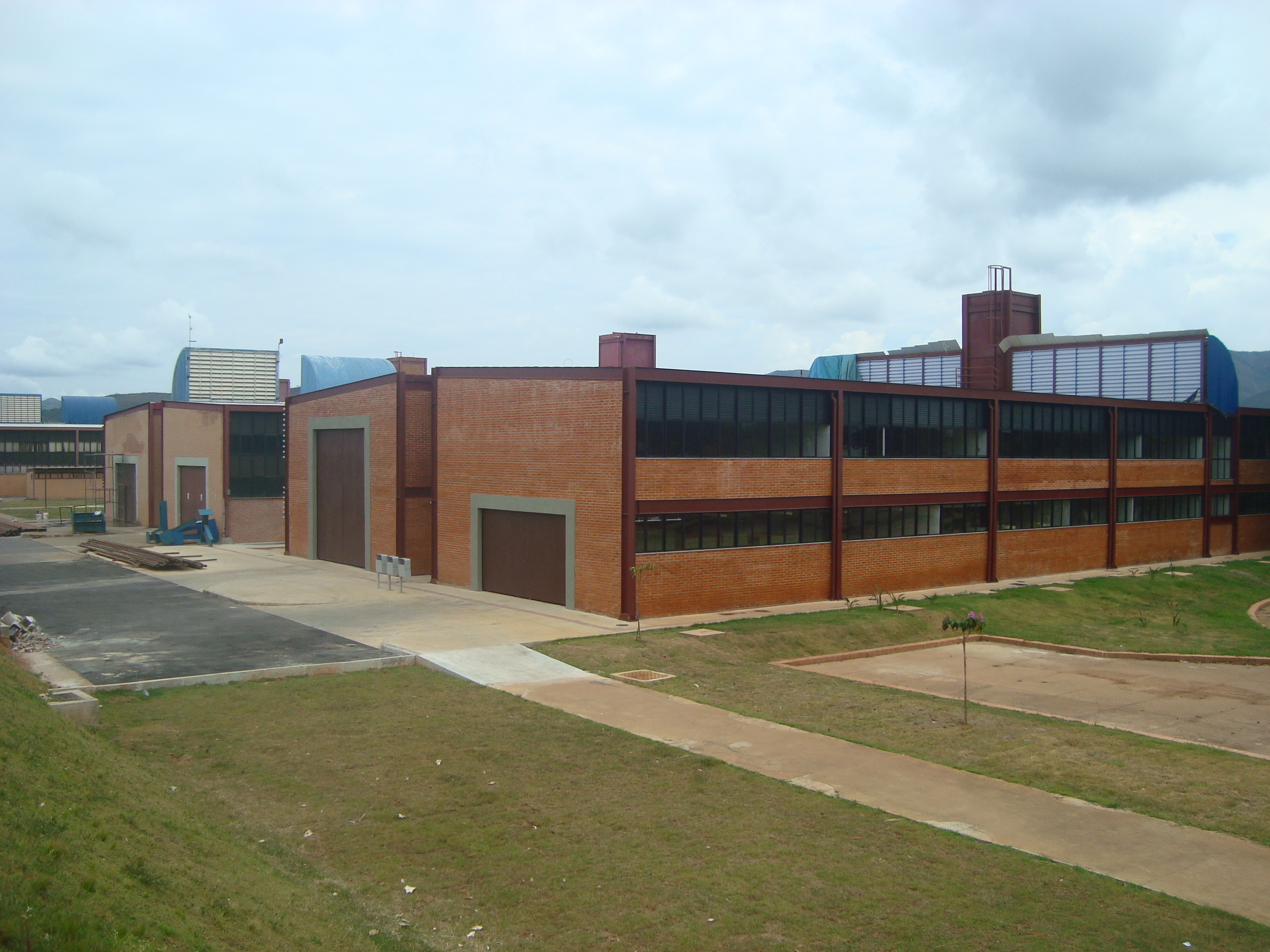
Novos laboratórios no campus Morro do Cruzeiro

"Em muito pequena extensão de terreno pode-se acompanhar a série quase completa das rochas metamórficas que constituem grande parte do território brasileiro e todos os arredores da cidade se prestam a excursões mineralógicas proveitosas e interessantes." (Claude Henri Gorceix).
O projeto seguiu o modelo da Escola de Minas de Saint-Etiéne, que se encaixava bem às circunstâncias brasileiras. As aulas seriam em tempo integral, com aulas inclusive aos sábados e domingos, para formar profissionais em um curto espaço de tempo. Além disso, seriam ofertadas bolsas para os alunos menos favorecidos, programa que ainda hoje é mantido na Escola. Além de fundador e primeiro diretor da Escola de Minas, Gorceix foi professor de mineralogia, geologia, física e química. Em 14 de outubro de 1891, voltou à Europa, mas retornou ao Brasil em 1896, a convite do Governo de Minas Gerais, para organizar o ensino agrícola no estado.
Faleceu na França em 6 de setembro de 1919. Durante as comemorações do 94º aniversário da Escola de Minas, em 1970, seus restos mortais foram transferidos para Ouro Preto, onde repousam no Mausoléu do Gorceix, localizado no primeiro prédio da Escola de Minas, antigo Palácio dos Governadores.

## APEM - Arquivo Permanente da Escola de Minas
O APEM reúne documentos da data de fundação da Escola de Minas (1876) até a sua incorporação à Universidade Federal de Ouro Preto (1969). Sua formação se deve à iniciativa de dirigentes da universidade, empresas privadas e ex-alunos que se movimentaram em prol da memória institucional.
Localizado na unidade da Escola de Minas da Praça Tiradentes, no centro de Ouro Preto/MG, seu acervo reúne documentos textuais, cartográficos e iconográficos, como inventários, contratos, avaliações de disciplinas, correspondências, desenhos, entre outros.
Os documentos originais dos primeiros anos de existência da escola estão no Arquivo Histórico do Museu Imperial e no Arquivo Nacional, por serem registro de atividades do Império e Estado Brasileiro.
O acervo pode ser consultado in-loco mediante agendamento por e-mail, ou online através do site do APEM.

## Museu de Ciência e Técnica
Coleção de equipamentos utilizados em aulas e na prática de mineração, geologia e metalurgia. Conta com as alas de astronomia, desenho, eletrotécnica, história natural, metalurgia, mineração, mineralogia, siderurgia e topografia.
A coleção de mineralogia teve como origem as amostras do fundados da Escola e foi posteriormente ampliada com a doação de ex-alunos, professores e simpatizantes e é considerada hoje como uma das maiores do mundo.
A exposição de mineração tem modelos usados no ensino e aparelhos da época, miniaturas de equipamentos e uma simulação de túnel de mina subterrânea de ouro do século XIX.

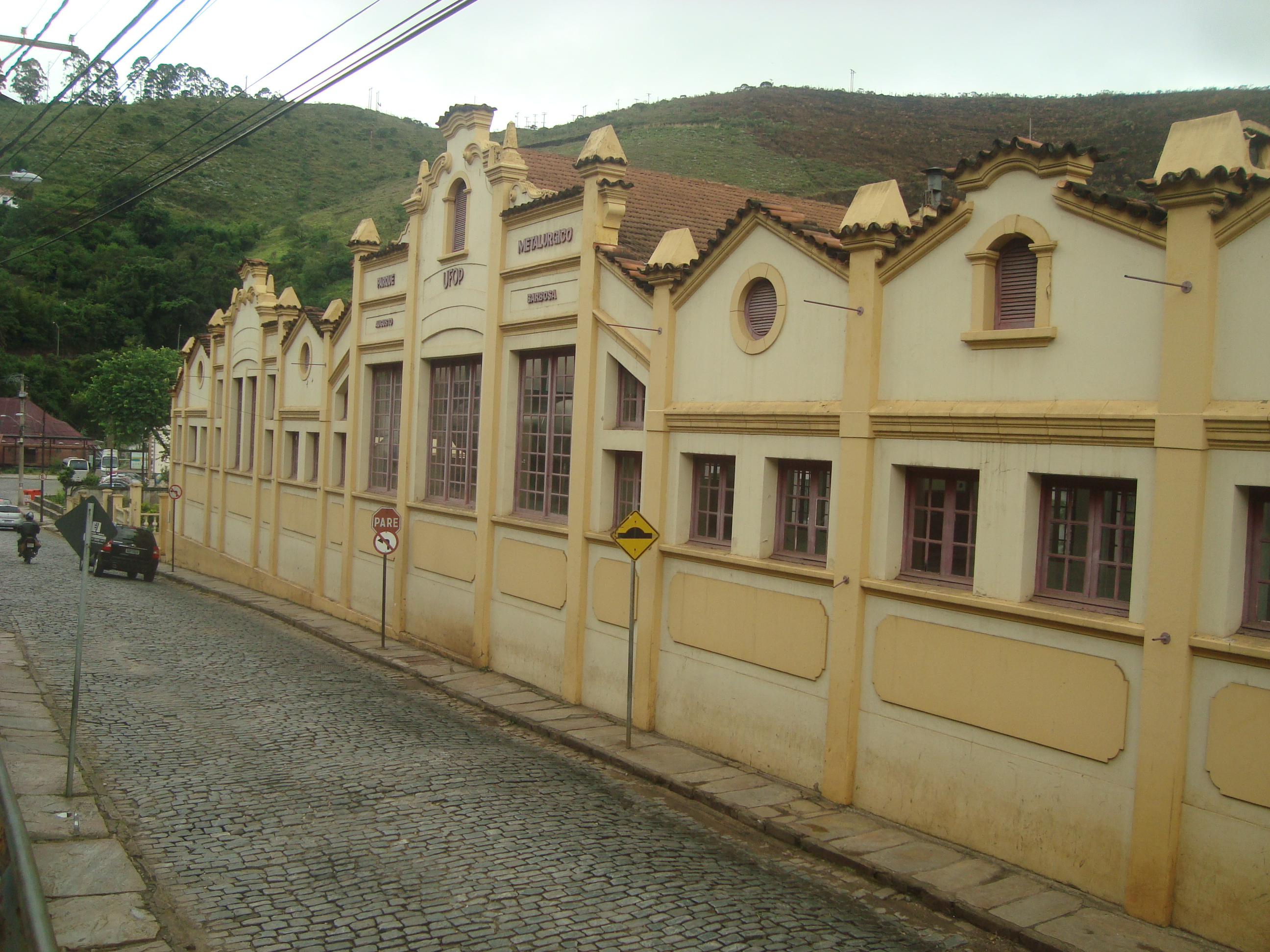
Parque Metalúrgico - Centro de Artes e Convenções

O setor de história natural tem em exposição alguns animais empalhados da região central de Minas Gerais, seus esqueletos e ovos, além de acervo paleontológico. Grande parte do acervo encontra-se guardada e catalogada no Departamento de Geologia da UFOP.

### Parque Metalúrgico
A coleção de metalurgia conta com um dos primeiros fornos elétricos a produzir aço e ferro-ligas na América Latina, miniaturas de grandes equipamentos dessa área, laboratórios químicos do início do século XX e imagens de fluxogramas de processo. É composto por uma sala no prédio da praça Tiradentes e ainda pelo Parque Metalúrgico - Centro de Artes e Convenções situado próximo à Prefeitura Municipal, onde estão alguns equipamento originais de siderurgia.

### Observatório Astronômico

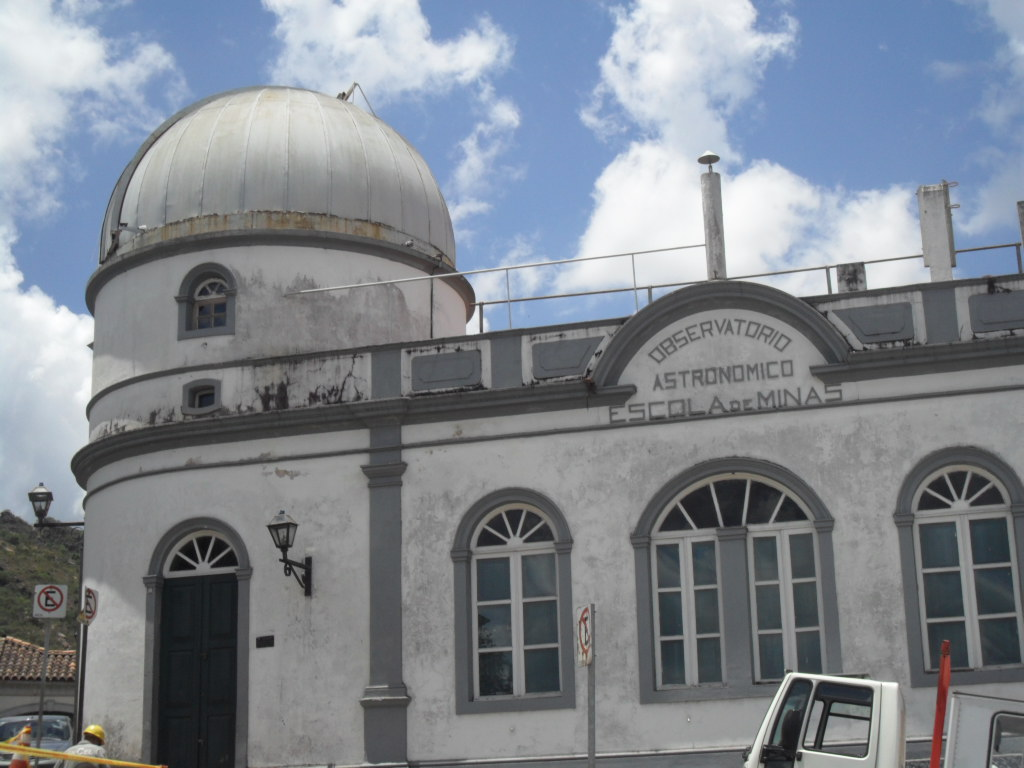
Observatório Astronômico

Criado no início do século XX, é um dos mais antigos do país e o mais antigo de Minas Gerais. Ele abriga dois telescópios refratores: o maior (200 mm), da firma francesa Clavé e o menor (100 mm), da firma francesa MAILHAT.
O observatório é aberto ao público nas noites de sábado com a presença de um instrutor que ministra um pequeno curso e guia os visitantes no uso do telescópio.

### Biblioteca de Obras Raras
Composta pelos livros raros e antigos da inicial biblioteca da Escola de Minas implantada por seu fundador a partir de acervo pessoal, convênio com a editora francesa Gauthier-Villars e doações da Escola de Minas de Paris.
É aberta à visitação desde 2000, quando teve sua coleção restaurada e instalações originais readequadas em convênio com empresas privadas do setor de extração mineral.

## Departamentos de cursos de graduação

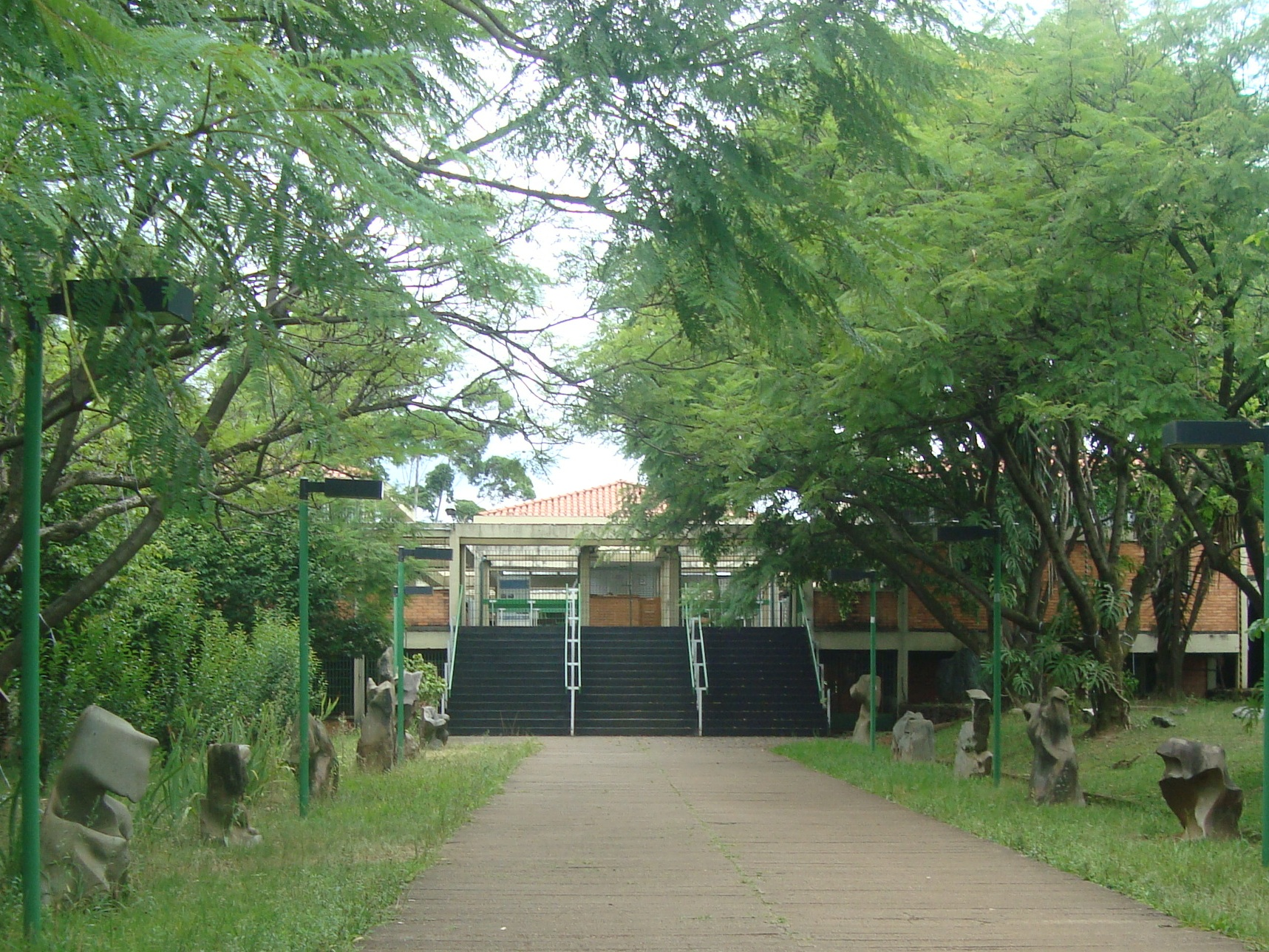
Edifício do DEMIN E DEGEO - os únicos separados do prédio central

- DEARQ - Departamento de Arquitetura e Urbanismo
- DEAMB - Departamento de Engenharia Ambiental
- DECIV - Departamento de Engenharia Civil
- DEGEO - Departamento de Engenharia Geológica
- DEMET - Departamento de Engenharia Metalúrgica
- DECAT - Departamento de Engenharia de Controle e Automação
- DEMEC - Departamento de Engenharia Mecânica
- DEMIN - Departamento de Engenharia de Minas
- DEPRO - Departamento de Engenharia de Produção

- DEURB - Departamento de Engenharia Urbana

## Programas de Pós-Graduação
- NUGEO/POSGEO - Programa de Pós-Graduação em Geotecnia
- NUGEO/Mestrado Profissional em Engenharia Geotécnica
- PROAGUA/PROAMB - Programa de Pós-Graduação em Engenharia Ambiental
- PROAGUA/Mestrado Profissional em Sustentabilidade Socieconômica Ambiental
- PROPEC - Programa de Pós-Graduação em Engenharia Civil
- PPGEM - Programa de Pós-Graduação em Engenharia Mineral
- PPGECRN - Programa de Pós-Graduação em Evolução Crustal e Recursos Naturais
- REDEMAT - Rede Temática de Engenharia dos Materiais
- PROFICAM - Programa de Pós-Graduação Profissional em Instrumentação, Controle e Automação de Processos de Mineração
- MECON - Programa de Pós-Graduação Profissional em Engenharia das Construções

## Leituras recomendadas
- José Murilo de Carvalho. A Escola de Minas de Ouro Preto. O peso da glória. 2002.